# 討鬼伝
『討鬼伝』（とうきでん）は、コーエーテクモゲームスより2013年6月27日にPlayStation Vita（PS Vita）およびPlayStation Portable（PSP）の2機種で発売されたゲームソフト。

## 概要
2012年9月19日に行われた「SCEJ Press Conference」にて開発が公表された。無双シリーズを手掛けてきたコーエーテクモゲームスの開発チーム「オメガフォース」の完全新作となる作品である。キャッチコピーは「モノノフたちよ、“鬼”を討て!」。巨大な異形の存在“鬼”を討伐する事を目的としたハンティングアクションに分類されるゲームで、“鬼”の体の一部を断ち切る・貫く・打ち砕くといった「部位破壊」を行う事が“鬼”討伐の鍵となっている。また、ハンティングアクション系のゲームで重視される通信による多人数協力プレイが本作でも可能となっており、PSP版とPS Vita版の混在したアドホック通信プレイに対応。また、PS Vita版はオンライン経由のインフラストラクチャモードにも対応している。
　ゼネラル・プロデューサーの鯉沼久史は、2013年3月に行われた体験会において「ハンティングアクションゲームの最高峰である『モンスターハンターシリーズ』の販売本数を目指したい」、「新作ゲームなので難しい部分もあるかもしれませんが、最終目標としてミリオン（100万本）を目指したい」と語っている。

## シリーズ

### 討鬼伝 極
『討鬼伝 極』（とうきでん きわみ）は、コーエーテクモゲームスより2014年8月28日にPS VitaおよびPSPの2機種で発売されたゲームソフト。2015年4月23日にはPlayStation 4版が発売された。
Microsoft Windows版が2015年6月26日にsteamで配信開始した。
前作『討鬼伝』の内容に様々な要素が追加された改良版。キャッチコピーは「いざ、極限の“鬼”討ちへ─」。

#### 追加要素
- 新たにストーリーが追加され、内容は本編クリア後の3ヶ月後の話となり、新キャラクターも登場する。
- 新たな武器として「金砕棒」「薙刀」「銃」を追加。これに伴い既存武器も調整され、また武器や防具の数も大幅に増加している。
- ミタマに「献」「壊」の2つの新スタイルが追加され、ミタマの数も新たに100人以上追加された。またミタマのレベル上限も10から12に引き上げられ、最大になると「レベル極」となり、特殊なスキルを1つ習得し、更に特殊スキル以外でこれまで習得したスキルを自由に付け替えることができるようになる。
- 仲間と協力して複数部位を破壊する「鬼千切・極」が追加された。これに伴い使用するために必要な共闘ゲージが追加された。
- 味方NPCに指示を出すことが可能になった。また味方NPCのAIもより人間らしい動きにブラッシュアップされている。
- 新たな鬼が追加され、また既存する鬼の動きもより強化された。その他、特殊な形で戦う任務が追加された。
- 天狐システムがパワーアップし、色や声、装束などのカスタマイズができるようになった。またミタマを装備させることが可能で、冒険に行かせることでそのミタマを成長させることができ、更に冒険に行かせた領域がプレイヤーの任務と同じ戦場の場合、戦場で出会うことがあり、装備させたミタマのタマフリを使って支援してくれる。
- 『討鬼伝』のセーブデータは、武器・防具・ミタマ・進行度などはすべて引き継げ、PSP版からPS Vita版への引き継ぎも可能となっている。
- PS4版とPS Vita版にはオンラインストレージを介したセーブデータの共有機能が搭載されている（PS Vita版は発売当初この機能はなかったが、PS4版の発売に合わせて配信されたアップデートによって対応している）。また、PS4版とPS Vita版の異機種同士でのインターネットを通じた協力プレイが可能となっている。

### 討鬼伝2
『討鬼伝2』（とうきでんツー）は、コーエーテクモゲームスより2016年7月28日にPlayStation 4、PlayStation 3、PlayStation Vitaの3機種で発売されたゲームソフト。

## ストーリー

### 討鬼伝
千年もの長きに渡り、歴史の裏側では異形の存在“鬼”を討つ者達「モノノフ」が活躍し、人の世を守り続けていた。
だが、太平が続くと思われたある日、各地に異界が出現し、それに伴い大量の“鬼”が出没した。
モノノフは生き残った人々を里に匿い、“鬼”との七日七晩の死闘を経て、かろうじて人間の勢力圏を守り通したのであった。
後に「オオマガドキ」と呼ばれる災厄を経て、「モノノフ」は歴史の裏側から人の世を守る表舞台に立つことになる。
それから八年後、未だ終わらぬ“鬼”との戦いの最中、モノノフに新たな戦士が派遣された。

### 討鬼伝 極
オオマガドキを巡る戦いから三月、しばしの安寧の中にあったウタカタの里の平和は突如破られる。
北から未知の”鬼”が現れ、「中つ国」の守りが喰い破られたのだ。
これにより、霊山の精鋭部隊「百鬼隊」。霊山と対立し、独立不覊を貫く「シラヌイの里」。暗躍する秘密組織「陰陽方」。
それぞれの思惑を秘めた者たちが今、ウタカタの里に集う。

## システム
プレイヤーは武器、各種防具および後述するミタマを装備して鬼を討伐する任務に挑む。鬼を討伐すると、鬼に囚われたミタマおよび鬼の素材を入手することができ、それを基に装備や能力を強化しゲームを進めていく。武器と防具、ミタマによる戦闘スタイルおよび装着スキルは主人公のみ変更が可能。防具は頭・胸・腕・脚の4部分に分かれている。
　武器にはクリティカルに該当する会心値、天・風・火・水・地の属性値が設定されている。防具は属性に対する耐性値と鬼との押し合いの強さに影響する重さの数値が設定されている。防具とミタマにはそれぞれ「組み合わせスキル」があり、一定の組み合わせによって恩恵が与えられる。

### モノノフの能力
モノノフは装備した武器ごとの固有アクションのほか、鬼を討ち祓うための特別な能力を持っている。この能力はどの武器を装備していても使用することができる。
鬼千切
「モノノフ」が鬼との長き戦いの歴史の中で練り上げた闘法。武器ゲージが最大まで溜まった時のみ、△＋○ボタンを押すことで使用できる。極限まで高めた己の魂の力を込めた一撃を放つ。小型鬼程度であれば瞬時に葬り去る力を持ち、大型鬼の身体部位も一撃で破壊できる。攻撃方法は使用武器により異なる。
鬼千切・極
『極』より追加。仲間との共闘で魂の力を結び合わせ、強力無比な一撃を放つ究極の鬼千切。その威力は通常の鬼千切を遥かに凌駕し、大型鬼の身体の複数部位を一撃で破壊する。これを放つには共闘ゲージを溜める必要があり、味方と同じ部位を攻撃、味方の救助等で溜めることが可能。共闘ゲージが最大の状態の時、味方が近くにいて且つ青い線で結ばれている際に発動可能で、結ばれている人数と同じ数の部位を破壊することができる。攻撃方法は使用武器により異な
る。
鬼祓い
鬼を祓う浄化の力。Rボタンを押し続けることにより使用。光の陣を作り出し、陣の中にある破壊した鬼の身体部位を浄化してこの世から放逐する。身体部位の浄化に成功すると鬼の素材を入手できる他、鬼はその部位を再生することができなくなる。その他、体力がゼロとなった仲間は即時撤退とならず、魂の穢れを鬼祓いを行うことにより浄化し復活させる事が可能。これらの能力は複数人が同時に祓えば効果が上がり、達成時間は短縮される。また、小型の鬼や身体部位に対する鬼祓いは中断しても祓った分が蓄積・固定されるが、仲間の浄化は中断すると浄化ゲージが再び減り続ける仕様となっている。
鬼ノ目
　真理を見抜く四眼の力。セレクトボタン（PS Vita版は画面タッチでも可能）を押すことで使用できる。使用中は気力を消費し続けるが、鬼の残り体力、表層体力、破壊可能な部位およびその状態、通常時には視認できない地祈石（回復ポイント）や拾得物の確認と獲得、レア素材を持つ特殊な鬼を見つけることなどが可能となる。

### 武器
モノノフが使用する武器はよろず屋で購入する他、任務で入手した拾得物や鬼の素材を利用して生産・強化される。また任務で使用し続ける事により「馴染み度」という数値が蓄積され、一定値に達すると「鍛練」という素材等を使用しない強化が可能である。
太刀
　すべてのバランスがよい、オーソドックスな武器。 敵の攻撃を避けながら攻撃できる「翻身斬」や、力を溜めて衝撃波を放つ「真空斬」などを使い分けることで、多彩な立ち回りができる。その他の技は、刃に気力を込め斬りつけた敵に「刀傷」を刻み（同じ箇所を攻撃し続ければ刀傷は深くなる）、 刻まれた刀傷の数と深さによって納刀した際に追加ダメージを与える「残心」。
手甲
　攻撃速度は遅いがそれを十分に補うほどの威力を誇る重量武器。「赤熱打撃」は攻撃をヒットさせるとその部位が一定時間「赤熱状態」となり、その部位に与えるダメージを上昇させる効果を持つ。その他の技は、ダメージ軽減と共に吹き飛びを防ぐガード技「不動の構え」や、攻撃がヒットするほど速度が上がっていく連続攻撃「百烈拳」。
鎖鎌
　鎌攻撃と分銅攻撃を併せ持つ武器。近距離用の鎌攻撃、中距離用の分銅攻撃という風に近〜中距離を自在に動き回りながら攻撃を繰り出すことができ、また分銅を射出することで飛びかかり状態になり空中での攻撃も得意とする。その他の技は、分銅射出と共にバックステップする技「飛び退き打ち」や、気力を集中して身軽になり様々な攻撃の後から隙なく分銅を射出できるようになる「瞬迅印」。
弓
　遠距離攻撃が得意な武器。溜めるほどに威力が上昇する通常攻撃と、番える回数で性能が三種類に変化する「番え攻撃」を使い分けることで、小型から大型までのあらゆる鬼に幅広く対応することができる。その他の技は、その場にしゃがんで放物線軌道の矢を放つ「印矢」や、ロックオンして狙いをつけた部位に、ホーミングする矢を放つ「呪矢」。
双刀
両手に持った小太刀を操り手数でダメージを稼ぐ武器。素早い攻撃以外にも空中での攻撃手段も持ち合わせているため幅広い立ち回りが可能となっている。その他の技は、双刀を両手に構えたまま走る「疾駆」や、独楽のように回転して周囲を斬り裂く「回天」。
槍
　中距離戦を得意とし間合いをとって立ち回れる武器。主力となる突き攻撃は、溜めることが可能な上、溜め時間も短いので高威力の攻撃を連続で放つことができる。その他の技は、突進してきた敵を怯ませる突きを放つカウンター技「槍衾」や、高くジャンプしてからの強烈な突きを浴びせる「鷹襲突」。
金砕棒
『極』より追加された、重さと長さを活かした攻撃を得意とする重量武器。振りは遅いが、先端で当てると「豪打」となり威力が上昇し、更に豪打を当て続けることで一定時間「豪腕状態」となり、攻撃速度の上昇と共に溜め時間が短縮される。その他の技は、敵の攻撃を受け止めて弾き返す「発止」や 、各攻撃に3段階の計9段階の溜め攻撃が可能な三連撃「破潰」。
薙刀
『極』より追加された、攻撃範囲と速度に優れた武器。敵の攻撃を受けずに攻撃を当て続けることで一定時間「連舞状態」となり、一度の攻撃で複数の部位にダメージを与えられるようになる。その他の技は、敵の攻撃を受け流す「流転」や、連舞状態だと攻撃速度が上昇する連続攻撃「繚乱」。
銃
『極』より追加された、遠距離攻撃が得意な武器。銃を構えると、鬼の弱点である「霊脈」を視ることができ、霊脈を撃ち抜くことで威力が上昇する。また、攻撃範囲や威力などが異なる複数の弾種を装填することができるが、装填できる弾種は銃ごとに異なる。その他の技は、弾で撃つことが可能な爆弾を投げる「擲弾」（弾種に応じて異なった効果が発動）や、魂の力を込めた強力な弾を撃ち出す「霊弾射撃」（弾種によって強化される効果は異なる）。

### ミタマ
ミタマとは日本史上に名を残す英雄達の魂である。モノノフはミタマを武器に宿すことで、戦闘中“タマフリ”という特殊な力を発動させることができる。各ミタマには固有の戦闘スタイルが設定されており、大きく以下の種類に分類される。使用できるタマフリは戦闘スタイルごとに固定であり（1つの戦闘スタイルにつき4種類ずつ）、自身の体力を回復させるタマフリ「治癒」は全スタイル共通で使用できる。タマフリにはそれぞれ1回の任務中の使用回数と使用後のインターバルが設定されており、強力なタマフリほど使用回数が少なく、インターバルが長い。
　ミタマはレベルを上げる事により様々なスキルを1体につき3つまで習得出来る。4つ目以降は何れかのスキルを消去しなければならないが、消去したスキルは、任意でレベルを落とす「魂鎮」により再度習得可能。最初はレベルを3までしか上げられないが、ストーリー進行に合わせてレベル上限が増加する。『極』では、最高レベルの「レベル極」にする事で特殊なスキルを1つ習得し、更にこれまで習得したスキルを自由に付け替える事が可能になる。
【攻】
　攻撃を得意とする戦闘スタイル。自身の攻撃力などを上昇させるタマフリを持ち、構え中は気力を急速回復できるようになる。タマフリは攻撃力が上昇する「渾身」や攻撃した敵から体力を吸収する「吸生」、すべての攻撃が会心になる「軍神招来」。
【防】
　挑発や被ダメージ緩和など守備・自他の生存に特化した戦闘スタイル。タマフリ構えを行うことでダメージを肩代わりしてくれる「防御ゲージ」を溜めることができる。タマフリは防御力が上昇し敵の注意を引き付ける「挑発」や防御ゲージの最大値が上昇する「堅甲」、すべての攻撃を無効化する「天岩戸」。
【癒】
　自分や仲間の回復を得意とする戦闘スタイル。回復効果を持つタマフリ以外にも、自身の回復効果の上昇および攻撃を当てた味方の状態異常を回復することもできる。タマフリは範囲内にいる味方の気力を徐々に回復させる「武神ノ砦」や範囲内にいる味方の体力を徐々に回復する陣を設置する「女神ノ社」、範囲内にいる味方の体力・気力・状態異常・戦闘不能を回復する「変若水」。
【隠】
　特殊な立ち回りを得意とする戦闘スタイル。設置型のタマフリなどを持ち、背後から敵を攻撃すると会心率が上昇する特性を持つ。タマフリは弾けて針を飛ばす球を発射し針が刺さった部位の耐性値が低下させる「秘針」や自身の気配を消し攻撃が背後からの扱いとなる「隠形」、鬼を一時的に行動不能状態にする陣を設置する「不動金縛」。
【迅】
　素早い行動が可能となる戦闘スタイル。あらゆる行動の気力消費が減少する。タマフリは移動速度と気力回復速度が上昇する「韋駄天」やあらゆる攻撃を一度だけ無効化する「空蝉」、攻撃速度が上昇し気力消費量が減少する「科戸ノ風」。
【魂】
　遠距離攻撃を得意とする戦闘スタイル。タマフリ構えの持続時間に応じて「魂ゲージ」が溜まり、それにより最後に武器攻撃を当てた鬼に発動するタマフリによる攻撃の威力が上昇する。タマフリは魂の力を凝縮して撃ち出し狙った部位を追尾する「追駆」や鬼の足下から魂の力を噴出させる「連昇」、鬼体内の魂の力を操り狙った部位を内から爆発させる「破敵ノ法」。
【空】
　空間を操り、戦いを補佐する戦闘スタイル。タマフリ構え中は、自身の鬼祓いの陣中にいる味方のタマフリ使用間隔を短縮させることができる。タマフリは前方に瞬間移動する「縮地」や鬼祓いの力を空間に固定する「祓殿」、鬼を引き寄せ鬼に傷を負わせる空間を作り出す「虚空ノ顎」。
【賭】
　運任せの戦闘スタイル。鬼祓いに成功すると、いずれかのタマフリの使用回数が回復する。タマフリはハズレの場合もあるがいずれかのタマフリが発動する「運否天賦」や出た運勢によって攻撃力と防御力が変化する「おみくじ」、範囲内にいる味方のタマフリ使用回数をいくつか回復する「幸魂」。
【献】
『極』より追加された、味方の支援を得意とする戦闘スタイル。自身の武器ゲージが上昇する際、エリア内の味方にも一定分付与する効果がある。タマフリは範囲内にいる味方の攻撃力と防御力が上昇する「献身」や範囲内の味方が受けるダメージを自身と分散して共有する「命ノ楔」、範囲内の味方が受けるすべての攻撃を無効化するが自身の体力が徐々に減少する「捨身供儀」。
【壊】
『極』より追加された、部位破壊に特化した戦闘スタイル。鬼を倒すか部位破壊することで攻撃力が一定時間上昇する。タマフリは表層や部位に対する攻撃力が上昇する「鎧割」や攻撃した部位に鬼祓いの力を付与し部位を破壊と同時に浄化する「断祓」、武器ゲージ増加量が飛躍的に上昇する「布都御魂」。

### 鬼との戦闘について
主な討伐対象である大型の鬼は驚異的な生命力と再生力を宿しており、通常の状態ではダメージを与える事ができない。大型の鬼にダメージを与えるためには、「マガツヒ」という体の内部に宿す生命力が剥き出しとなった状態にする必要があり、体の一部を「部位破壊」し、剥き出しとなった生命力に攻撃を行うか、一定の攻撃により「表層体力」をゼロにし一時的に全身をマガツヒ化させた状態でなければ、ダメージは与えられない。
　破壊した部位は時間経過や特殊攻撃に対する被弾等により再生してしまうが、鬼祓いによる浄化を行い再生をできなくすれば浄化した部位については常時マガツヒ状態となり、いつでもダメージが与えられるようになる。また、脚部二箇所の破壊によりジャンプ攻撃を行う敵が着地に失敗する、尻尾の破壊で叩きつけ攻撃をしなくなる等、鬼の動きは部位破壊が反映、抑制される。破壊した部位を祓い常時マガツヒ状態の部位を作る、再生を始めた段階で別部位をさらに破壊し動きを止める、破壊した瞬間から始まる全身マガツヒ状態の鬼を攻撃する、強力な動きを抑制するため一部を重点的に攻める等、随時プレイヤーによる選択が行われる。
　部位破壊と鬼祓いによる各部位の回収においては、物語を進めるにつれ追加される武器や防具の素材、依頼達成のために必要となる物もあり、全部位を破壊・回収した際の追加報酬なども含め、積極的に部位破壊を狙ってゆく事が攻略の鍵となる。

## 登場キャラクター

### プレイヤーキャラクター
主人公/モノノフ
声 - 荒井聡太、新井良平、大空直美、大坪康亮、岡本寛志、陰山真寿美、金本涼輔、佐々木愛、佐々木智代、塩山由佳、鈴木賢、津田美波、滑川洋平、平井啓二、藤本たかひろ、前田綾香、南山裕希、宮坂俊蔵、宮崎寛務、山中まどか、山本圭一郎
ウタカタの里のモノノフに新しく入った人物。あずまの地出身。通常その身に一つしか宿すことができないミタマを複数宿すことができる特殊な力の持ち主で『今世のムスヒの君』と呼ばれている。モノノフとしての力量もさることながら仲間思いでどんな逆境でも諦めない不屈の精神力を併せ持つことから、討伐部隊の隊長を務め、その中でも最強との呼び声が高い。部隊のみならず、お頭でもある大和やその娘の木綿、霊山所属の三番隊や他里であるシラヌイのお頭の凛音や暦、本来敵対関係であるはずの陰陽方の秋水や虚海、鬼と評されている九葉からも信頼を得ている。その反面、仲間を大切に思う責任感の高さからか非常に無鉄砲で命知らずな行動が多い。その点に関しては信頼を置く仲間からもたびたび叱責を受けている。

### モノノフおよびその関係者
桜花（おうか）
声 - 浅野真澄
武器：太刀「秘刀・素桜」 ミタマ【防】鬼一法眼
年齢：22歳 身長：170cm
　ウタカタの里の討伐部隊の中軸を担うモノノフであり、エース。霊山出身。新人のころより進んで過酷な任務に赴き、剣の腕を磨いてきた。守るべきもののためには自身の命さえ投げ出す信念の持ち主で、妹である橘花を何より大切にしている。クモと料理が弱点。前者に関してはミフチやマフチといったクモ系統の鬼との戦闘も苦手としており、新人時代にミフチ相手に悲鳴を上げて逃げ帰ってきた話は霊山でも有名な話。料理に関しては食べた橘花の舌が痺れたり、体調に異常を起こすものが多い。オオマガドキを防ぐ前までは橘花のためなら命をも投げ出す覚悟で戦っていたが、仲間の叱責と支えから橘花だけでなく、自身を含めたウタカタ全てを守る事を改めて誓った。極の時点では主人公と同等の実力者として認識されている。現場では場を引き締める副官のような役割になっており、特に天狐と戯れる速鳥には説教、軽口が過ぎる息吹には鉄拳制裁を食らわせることが多い。
那木（なぎ）
声 - 佐藤朱
武器：弓「霊弓・夕凪」 ミタマ【癒】緒方洪庵
年齢：24歳 身長：165cm
　ウタカタの里のモノノフの一人。霊山出身。学問全般に深い造詣を持っており、鬼の研究を生業としている、冷静かつ柔和な人格ながらも面白いことがあると無邪気になる時があり、時には説明魔となることも。かつては医者だったが、自身の手術ミスが原因で友人を殺してしまった事がトラウマとなり、医療行為ができなくなっていた。ただ、主人公が生死の境を彷徨った際に勇気を振り絞り手術を行って命を救う。それからは当代一の医者、そして友人が目指していた天文学の1番を目指す為に改めて前に進むことを決める。極ではその知識と素養の高さをかつての『ムスヒの君』であるオビトからも認められている。ただ、説明魔となるところは変わっておらず、桜花からも手短にと釘を刺されることも多い。
富嶽（ふがく）
声 - 福原耕平
武器：手甲「剛拳・不二」 ミタマ【攻】渡辺綱
年齢：23歳 身長：191cm
　ウタカタの里のモノノフの一人。ホオズキの里出身。生粋の喧嘩好きで言動も粗暴だが面倒見のいい一面を持ち、周囲からは兄貴分として慕われている。ホオズキの里を壊滅に追いやった『鳥の姿をした鬼』を探しており、敵討ちに燃えている。誰も守れず、挙句の果てに巫女でもあった子供を目の前で殺されている。壊滅の原因に関しては自身の弱さが原因と割り切っている様子を見せていたが、極での暦の発言を聞いて援軍に来なかった事を責めるような意外な部分を見せている。
初穂（はつほ）
声 - 野中藍
武器：鎖鎌「秘刃・稲荷」 ミタマ【迅】浦島太郎
年齢：15歳 身長：155cm
　ウタカタの里の最年少のモノノフ。ウタカタの里出身。子ども扱いされることを嫌ってお姉さんぶろうとしたり、大和を子ども扱いしている。
速鳥（はやとり）
声 - 中尾良平
武器：双刀「隠剣・千鳥」 ミタマ【隠】児雷也
年齢：20歳 身長：180cm
　ウタカタの里のモノノフの一人で、忍者のような姿をした男性。忍びの里出身。主に単独で任務をこなし、必要なこと以外は話さない寡黙な仕事人タイプ。動物好きで天狐に興味津々という一面もある。
息吹（いぶき）
声 - 野島健児
武器：槍「尖槍・疾風」 ミタマ【魂】出雲阿国
年齢：26歳 身長：182cm
　ウタカタの里のモノノフの一人。ウタカタの里出身。一見すると軽薄でいい加減な色男。だが実際は冷静かつ慎重な性格であり、実戦経験も豊富。任務の際は仲間を必ず生かして帰すことを信条としている。
暦（れき）
声 - 津田美波
武器：薙刀「鋭刀・儀鳳」 ミタマ【空】松平容保
年齢：18歳 身長：158cm
『極』より追加。幼さが残る外見のモノノフだが、質実剛健で冷静さも持ち合わせている。会津出身。シラヌイの里より派遣され、百鬼隊に協力している。
相馬（そうま）
声 - 緑川光
武器：金砕棒「破鎚・生月」 ミタマ【壊】藤原千方
年齢：32歳 身長：174cm
『極』より追加。百鬼隊の参番隊隊長を任されるモノノフで、かつて大和と共にオオマガドキで戦ったイツクサの英雄の一人。
ホロウ
声 - 照井春佳
武器：銃 「幻銃・太虚」ミタマ【献】ムスヒの君
年齢：20歳 身長：165cm
『極』より追加。突如としてウタカタの里に現れた。記憶喪失だったが、モノノフとして鬼討伐に参加することになる。冷静沈着で優れた能力を持つが、終始マイペースで掴みどころがない。食いしん坊。

### ウタカタの住人
大和（やまと）
声 - 高塚正也
武器：太刀「極・鬼断」 ミタマ【攻】北条氏康
年齢：51歳 身長：179cm
　ウタカタの里のモノノフの代表者。オオマガドキで活躍した5人の英雄「イツクサの英雄」の一人に数えられたほどの凄腕のモノノフ。だが、八年前のオオマガドキで左目を失い、現在は引退している。鬼の府（モノノフ）の皆からは“お頭”と呼ばれ、彼らを指揮統括している。『極』ではあるシナリオ以降、モノノフとして復帰する。
泰然自若を旨とし、基本的に自他に一切の甘えを許さないが、仲間の身や心情を案じて励ましたり、時折笑顔を見せることもある。木綿の父親。深い愛情を抱いているがそれを表に出すことはほとんどない。
秋水（しゅうすい）
声 - 赤羽根健治
年齢：18歳 身長：168cm
　鬼の研究に没頭する眼鏡をかけた青年。北の地出身。冷静かつ物静かで口調も丁寧。彼に話しかけると鬼や作中用語などに関する資料を閲覧できる。八年前にオオマガドキが発生した北の地出身。
実はモノノフとは別の組織の構成員であり、ある計画を進めている。主人公に対しても「鬼の駆逐にはもっといい方法があると思う」とほのめかす。
橘花（きっか）
声 - 庄司宇芽香
年齢：18歳 身長：155cm
　ウタカタの里の「神垣ノ巫女」で、桜花の妹。霊山出身。結界を張り続けることによって命を削り、里を守っている気丈な少女。主人公は彼女に頼まれて天孤を預かることになる。
木綿（ゆう）
声 - 斉藤佑圭
年齢：17歳 身長：157cm
　大和の実の娘で、モノノフでは受付を務める。笑顔を絶やさず人気の高い少女だが、父の存在故、彼女へのアタックは少なく、桜花は手紙で主人公に「死にたくなければ木綿に手を出すな」と忠告している。
たたら
声 - 川津泰彦
年齢：65歳 身長：157cm
　モノノフたちに武器を提供している頑固者の鍛冶屋。製作を頼まれた物は必ず作り上げることを信条としている。
樒（しきみ）
声 - 牛田裕子
年齢：19歳 身長：160cm
　ウタカタの里でミタマを祀る「祭祀堂」を管理する巫女。ミタマの強化および鎮魂を行うことができる。神垣ノ巫女である橘花でも難しい、ミタマたちの声を聞くことができる。
世捨て人のような達観した振る舞いを見せるが、どんな時でも生活のために金を集めるなどのちゃっかりとした一面を持ち、確信を突く言葉も多い。八年前のオオマガドキのことを「パンドラの箱」に例えている。
凛音（りんね）
声 - 小松由佳
武器：槍「烈槍・貪狼」 ミタマ【賭】茨木童子
年齢：29歳 身長：171cm
『極』より追加。ウタカタの里の北に位置するシラヌイの里を統率する代表者。冷静さと強靭な意志を併せ持ち、部下達から絶対の信頼を寄せられている。オオマガドキで見捨てられたシラヌイの里に入り、霊山の許可を得ずお頭となった経緯を持つ。元近衛。
九葉（くよう）
声 - 増谷康紀
年齢：48歳 身長：172cm
『極』より追加。霊山を守る精鋭「百鬼隊」を指揮する軍師。軍略の天才だが非情な現実主義者で、かつてオオマガドキの戦いを指揮し、北の地を見捨てる作戦を立案したことから「北を見捨てた鬼」と呼ばれる。北の“鬼”討伐のために、百鬼隊の参番隊と共にウタカタの里を訪れる。
虚海（きょかい）
声 - 前田愛
年齢：不明 身長：165cm
『極』より追加。半身を“鬼”に侵食され、半人半鬼の姿をした謎の少女。当初は「千」と名乗っていた。
美麻（みお）
声 - 今井麻美
『極』より追加。『ファミ通』とのコラボキャラクター。霊山新聞社ウタカタ支部の記者を名乗る二人姉妹の姉で、元気溌溂で愛想が良く人懐っこい性格の持ち主。また好奇心も旺盛で、ウタカタのモノノフたちに突撃取材を敢行する行動力も持ち合わせている。取材をする傍ら、生活費を稼ぐために、よろず屋で売り子をすることになる。
美柚（みゆ）
声 - 原由実
『極』より追加。美麻同様に『ファミ通』とのコラボキャラクター。霊山新聞社ウタカタ支部の記者を名乗る二人姉妹の妹で、無口で大人しく、とらえどころがない性格の持ち主。気配を隠して、街角に潜み、里の日常を取材するという姉とは正反対の取材方法を行う。姉と共に、よろず屋で売り子もしている。

### その他
天狐（てんこ）
　ウタカタの里に生息する狐に似た不思議な生き物。非常に賢く、人語を解する。作中ではそのうちの一匹が主人公の家に住み着き、以降は主人公の指示した領域に赴いて素材を集めてきてくれる。『極』では、素材集め以外にも、おやつをあげて声や体の色を変化させたり、装束やミタマを装備させたりすることが可能になった。また、行かせた領域が主人公達の戦場と同じ場合は、戦場で出会うと支援してくれることがある。なお、ウタカタの里の規則では天狐に乱暴を働くことは禁じられている。主人公の家の天狐には『極』において、ホロウによって「天吉」という名前が付けられたが、ホロウ以外の人物からは呼ばれない。
オビト
声 - 金香里
『極』より追加。主人公の夢の中の、常闇の世界にだけ出てくる謎の若者。自身がモノノフであり、最後になんらかの鬼と戦った記憶しか無く、記憶を取り戻すために周囲の状況と自身の来歴の情報を求め、主人公に語りかけてくる。

## 鬼
“鬼”とは、この世とは異なる世界から現れる異形の存在である。人や生物の魂を喰らって、己の生命力に変えて活動する。魂を喰らい続けた大型の“鬼”になると、失った身体部位を再生するほどの驚異的な生命力を宿す。

### 小型鬼
ステージ上を徘徊する鬼達。いわゆる雑魚敵。中にはミタマを宿した「不浄」「黄泉」や、鬼の目でしか見られない「朧」と付く色違いの変異種が存在する。
ガキ/餓鬼
鋭い爪と突き出た腹を持つ小型の鬼。異界の至る所で見かけられる。常に群れで行動し、人間を見つけると一斉に襲い掛かってくる。
サザガニ/細蟹
蜘蛛に似た姿の小型の鬼。局所的に大発生する事がある。猛毒を吐き出す為、新米モノノフにとっては注意を要する相手となる。
ノヅチ/野槌
長大な体を持つ鬼。人に興味を示さず、異界をのんびり徘徊している。時折、地面を咀嚼し、正体不明の物質を吐き出しているが、これは世を異界に作り変える行動と考えられている。
オニビ/鬼火
燃え盛る炎に包まれて宙を漂う鬼。普段はあまり動かず、周囲を伺う様子を取ることから、物見のような役割を担っていると考えられる。
オンモラキ/陰摩羅鬼
大きな耳で羽ばたき、飛行する小型の鬼。距離を取れば雷球を吐き出し、近づけば鞭のような尻尾で攻撃する。
ドリュウ/土竜
地中に潜む鬼。音や振動で獲物の接近を感知し、突如、足元から襲い掛かる。普段は地中の魂を喰らうが、異界化が進む領域では、積極的に地上の生物に襲い掛かる。
モノイワ/物岩
亀のような姿をした鬼。水辺を好んで徘徊している。甲羅は岩石のように強固で、あらゆる攻撃を跳ね返す。腹甲は比較的柔らかいので、転倒させたうえで攻撃を加えるのがよい。
ヌエ/鵺
猿の頭、虎の胴体、蛇の尾を持つ鬼。小型鬼の中でも上位の種類とされている。動きが素早いうえに、鋭い牙と爪を駆使した、強力な攻撃を持つ。経験の浅いモノノフにとって脅威となる存在。
ワイラ
赤い甲殻に覆われた、巨大な鉤爪を持つ鬼。地面を滑るように動き、火炎の息を吐き出す。獰猛な性質で、人間を見ると襲い掛かってくる。小型の鬼でも上位の種類とされている。「新米狩り」と呼ばれるほど経験の浅いモノノフの犠牲者が多い。
キンキ/金鬼
金属質の皮膚を持つ鬼。脚部を持たず、腕で這うように移動する。そのため、動きは遅いものの、腕部が極端に発達している。大きな右腕から繰り出される一撃は、強固な鎧をも打ち砕くほどの威力を持つ。
ナキサワ/鳴沢
蝦蟇（がま）に似た姿を持つ鬼。鈍重そうな外見に似合わず攻撃的で、人間を見かけると襲いかかってくる。猛毒の霧を吐き出し、獲物の動きを鈍らせてから、棘のある舌で絡めとる。
マフウ/魔風
つむじ風と共に現れる、翼を持った鬼。小型と分類される鬼の中で、最上位の種類と目される。知能が高く、力も強い。空を舞いながら、巧みに間合いを取り、モノノフを翻弄する。

### 大型鬼
ステージ上で立ちはだかる大型の鬼。いわゆるボス敵。各鬼にはそれぞれの鬼に似た変異種と呼ばれる上位の鬼が存在し、名称や外見の色彩、属性などが異なっている。極級の大型鬼は新たな攻撃パターンが追加されている。
ミフチ/深淵
　蜘蛛のような身体と獅子のような頭を持つ大型の鬼。民間において牛鬼と呼ばれ恐れられる存在と同一のものと考えられている。鎌状の鋭い鉤爪は、幾多の獲物の血で濡れている。大型鬼の中では最もポピュラーな種であり、このミフチを討つことが、一人前のモノノフの証となる。
　通常時の行動は大型鬼にとって最も基本的なものであり、突進や薙ぎ払い、鉤爪で切り裂くといったもの。糸を吐くことでモノノフの動きを止める事が出来る。タマハミ時には、足全てを軸にして自身をコマのように回転する攻撃をする。腹部に存在する塊にはササガニが入っており、前述の回転攻撃後に放出される。
マフチ/真淵
ミフチの変異種。外殻は純白。爪はより巨大になり、血に染まったように赤い。腹部に存在する塊にはササガニ・不浄が入っており、タマハミ時の回転攻撃後に放出される。
カゼキリ/風切
四足獣のような姿をした大型の鬼。風を切って疾駆する姿から、この名が付けられた。俊敏な動きから繰り出される一撃によって多くのモノノフが命を落としている。力で小型の鬼を使役しており、モノノフ達が疲弊したところを狙うなど、「狩り」と呼べる知能的な行動を取る。
通常時の行動は、主に突進や爪で切り裂くといったもの。尻尾を振るう事で衝撃波を出したり、回転する事で周囲を薙ぎ払う。タマハミ時には、鬣の一部がブレード状に変形し、攻撃パターンも一部変化する。
アマキリ/天切
カゼキリの変異種。天すら切り裂く刃を持つ鬼。タマハミ時に現れる長大な刃は天属性の力を宿している。
クエヤマ/崩山
山のごとき体躯を誇る大型の鬼。知能が高く、だまし討ちをするなど、狡猾な行動が報告されている。一方で、圧倒的な巨体から放たれる攻撃は、脅威の一言。突進や跳躍攻撃は、まともに受ければ、骨まで砕かれる。
基本的な行動パターンは巨体を生かした攻撃や岩飛ばしだが、急に腕を振るったり、カウンターなどの予測しにくいものが多い。タマハミ時には、突き出た腹が裂けて内部の口が露呈し、攻撃パターンも捕食を思わせるようなものになる。この姿に嫌悪と恐怖を煽られる者が続出している。
ワダツミ/海神
クエヤマの変異種。水氷の力を身に宿しており、その一撃は霧氷を生み出す。
ヒノマガトリ/火凶鳥
　四つの羽を持ち、空を自由に舞う大型の鬼。炎の力を身に宿し、灼熱の吐息で獲物を焼き焦がす。異界の領域を飛び越えて飛来することがあり、突然の襲撃を受けて滅びた村もある。また、小型の鬼を呼び出して使役する姿が目撃されており、鬼の社会性についての研究に一石を投じている。鳥を思わせる姿をしているため、富嶽の探していた「鳥の姿をした鬼」と思われていたが、後に彼が探していた鬼とは別種であることが分かった。
　通常時の行動は、主に炎ブレスを使った範囲攻撃を行い、接近された時も尻尾を振ったり、全身を回転させてから飛行するといった攻撃を行う。タマハミ時には、炎ブレスなどの一部の攻撃がなくなるが、上体を起こすことで人間のような体格になり、上翼と下翼が入れ替わって上翼が鞭のような腕に変形する。行動パターンも鞭を振るうようなモーションに変化する。
アメノカガトリ/天輝鳥
ヒノマガトリの変異種。風雷の力を身に宿しており、紫電を放って敵を焦がす。
ツチカヅキ/土潜
　巨大な腕鰭を持つ大型の鬼。本来は地面を掘り進むために使われると思われる腕鰭は、力強く発達しており、振り回されるだけで驚異的な破壊力を発揮する。また、地面に突き立て、身体を制動する目的にも使われ、「地面を滑る」という特異な突進攻撃も可能にしている。よってツチカヅキとの戦いでは、腕の破壊を狙うことが推奨される。
　普段の動作は鈍いものの、地面を滑るといった攻撃は機敏かつ俊敏である。タマハミ時には、破壊された部位が前よりも強靭なものに再生し、背中の刀鰭が扇状に変形する。常時地下に潜るようになり、地上に打ち上げるには部位破壊を行い、潜れなくする必要がある。
ホムラカヅキ/炎潜
ツチカヅキの変異種。外殻の隙間に溶岩を蔵しており、攻撃の度に炎が弾ける。一説に、ツチカヅキは年を経ると溶岩の海に向かい、力あるものがホムラカヅキに生まれ変わるらしい。
タケイクサ/建軍
　猛々しい武将のごとく威圧感を放つ大型の鬼。四本の腕を持ち、それぞれに炎と氷の力を宿している。脚部に相当する器官を持たないため、移動は遅いものの、遠距離、広範囲の属性攻撃は危険極まりない。周囲に高濃度の瘴気をばら撒く危険な存在だが、八年前のオオマガドキ以来、目撃情報が途絶えていたものの、再び見かけられるようになった。
　右半身が氷属性、左半身が炎属性を持ち、遠距離では氷を飛ばしてきたり、地面から炎を噴出させてくる。また近距離にいると腕で様々な攻撃をしてきて、前方にいるモノノフには容赦極まりない攻撃をしてくる。タマハミ時には、腕4本を足のようにして移動するようになり、一転して機動性が上がる。この時に炎と氷が混ざった光線を放つことがあり、ダメージを受けると炎上と氷結の状態異常を同時に受けてしまう。
マガツイクサ/禍ツ軍
タケイクサの変異種。凄まじく濃い瘴気を身に宿し、右半身に風雷、左半身に大地の力を宿す。モノノフ達の間に流れる風説によると、かつては二本の脚があり、伝説のモノノフによって断たれ、封印されたのだという。
ミズチメ/水蛇女
　女性のような姿をした大型の鬼。脚部が蛇のような形状をしていることから、この名がついた。知能が高く、呪術に長けており、水氷の力を自在に操る他、相手を眠らせる攻撃や、脚部の蛇を使った攻撃を仕掛けてくる。奇病「夢患い」の原因とされる。眠りに落ちたまま目が覚めないという症状の者が出た際は、周辺「領域」でのミズチメ捜索を推奨する。
　タマハミ時には背中の殻を分離する。この時、殻に覆われている部位が露出し、攻撃可能になる。また、タマハミ時に脚部の部位を鬼祓いしてあると、最初のタマハミ解除時にその部分が強化されて再生されるが、再度この部位を破壊して鬼祓いをすれば、それ以降は再生されなくなる。殻は鬼祓いができるが、成否にかかわらず、タマハミ状態が解除される度に再生される。放っておくとタマハミ解除時に、ミズチメが爆発させる。
カガチメ/巨蛇女
ミズチメの変異種。呪術に長け、風雷を自在に操る。「かがち」の名は、巨蛇（かがち）の事とも、風霊（かざち）の事とも言われる。
ダイマエン/大魔縁
　巨大な鳥の姿をした鬼。その翼は岩のように硬く、刃のように鋭い。羽ばたける構造ではないことから、鬼特有の力によって、巨体を飛行させているのだと考えられている。また体内に爆発性の岩石を蔵し、上空から地上を攻撃する。結界がもっとも脆くなる直情より爆撃を受ければ、モノノフの里も無事では済まない。羽部分は破壊可能だが、岩を喰らって何度でも再生する。富嶽の故郷「ホオズキの里」を滅ぼした元凶で、長らくその所在が判明しなかったが、ホオズキの里の巫女と交わした約束の双子石によって、ようやく見つけ出す事に成功する。
　他の鬼と違ってタマハミ状態になっても変形や変身を行わず、攻撃パターンも接近戦に絞られている。しかし、攻撃力が格段に上昇し、飛び掛かる際に地面を隆起させたり、翼の一部をブーメランのように飛ばしたりするようになる。
『極』では一部のモーションが改善され、羽飛ばしや再生をしなくなった。しかし、羽の呪部解体の条件が変わり、外側から順次破壊する必要がある（片翼だけでも計四回も破壊しなければいけない）。
インカルラ/陰迦楼羅
ダイマエンの変異種。紺碧の翼を持ち、水氷の力を身に宿した。一説に、空の彼方、星の海へ飛び去ったダイマエンは、インカルラとなって戻ってくるという。
ゴウエンマ/業焔魔
　獄炎をまとった大型の鬼。圧倒的な体躯に、すさまじい力を宿している。下位の鬼を支配して、組織的な行動を取らせる、指揮官のような存在と思われる。ゴウエンマの存在を許せば、鬼の勢力が拡大し、やがてオオマガドキが発生する。発見次第、必ず討伐すべき鬼である。
通常時は二本足で移動し、炎の力を操り、尻尾を振ったり、腕に炎をともして地面を殴るなどの攻撃をする。動きは驚くほど速いわけではないが、タマハミ状態になると手足でトカゲのような体勢で機敏な動きをしてくる（四肢、尻尾は破壊していると再生される）。
ダイテンマ/大天魔
雷雲をまとったゴウエンマの変異種。蒼黒の身体には、恐ろしいほどの力が満ちている。
クナトサエ/岐塞
「塞ぐもの」の名を持つ鬼。強大な力を持つ上位鬼のうちの一体。すさまじく硬い甲羅を背負い、驚異的な防御力を誇る。その名の通り、強力な結界を張る能力を持っており、鬼たちの本拠を守る役目を負っているという。
通常時はモノイワに似た圧し掛かり攻撃や背中の角から落雷を発生させたり、尻尾を振って風を起こしたりする。タマハミ時には背中から「甲殻主砲」「甲殻砲」と呼ばれる突起が五つ出現し、回転しながらの砲撃などを仕掛けてくるようになる。
ヨミトサエ/黄泉戸岐塞
クナトサエの変異種。生者と死者の国を分かつ巨岩の名で呼ばれ、その甲羅は現世と異界全ての物質の中で最も硬いという。
ヤトノヌシ/夜刀主
　蛇に似た身体に四本の腕を持つ上位鬼。圧倒的な腕力と絶大な呪力を誇る。また知能が高く、タマフリに似た能力を使いこなす。自らが発する濃密な瘴気を周囲に振り撒き、「瘴気の巣」と呼ばれる危険地帯を作り出すことがある。
巨大な体躯と剣と棍棒の二刀流を武器とする。タマハミ時には蛇のような体勢となり、腕を地面に叩き付けたり、ジャンプしてからの圧し掛かり攻撃など、機動性と攻撃力に優れた攻撃を仕掛けてくるようになる。
オカミヌシ/淤加美主
ヤトノヌシの変異種。腕力、呪力ともにヤトノヌシを凌ぎ、炎と氷の力を身に宿す。
トコヨノオウ/常夜王
王の名で呼ばれる最上位の“鬼”。異界の彼方より降臨し、この世にオオマガドキを告げる。圧倒的な力の前に人はただ絶望し、ひれ伏すしかないという。クナトサエとヤトノヌシに類似した鬼が融合した姿をしている。
上半身の鬼は右腕から多彩な呪力を放ち、左腕の大刀で薙ぎ払う。下半身の鬼は口から火を噴き、長大な尻尾で薙ぎ払うが、何よりも強靭な足で領域を走り回る。タマハミ時には背中の翼が巨大化し、空をも駆ける。
トコヨノオオキミ/常夜大王
王の中の王と称されるトコヨノオウの変異種。その力はトコヨノオウをも凌ぎ、人々の胸に本物の絶望を刻む。それでも希望を捨てずに戦い抜く者だけが、常世に朝をもたらす真のモノノフとなる。
上半身の鬼は右腕から多彩な呪力を放ち、左腕の大斧で薙ぎ払う。下半身の鬼は口から火を噴き、長大な尻尾で薙ぎ払い、自らが発する濃密な瘴気を周囲に振り撒くこともできるが、何よりも強靭な足で領域を走り回る。
ケルベロス
『ソウル・サクリファイス』とのコラボで登場する。PS Vita版限定。この世とも鬼の世とも異なる世界から現れた「魔物」。鬼に匹敵する凶暴性を持った禍々しい存在であり、モノノフの討伐対象に加えられている。
オラビ/叫
『極』より追加。極彩色の翼で天を駆けるヒノマガトリと似た姿の大型“鬼”。女性の叫び声にも似た甲高い声を上げることから、この名が付けられた。その機動力と声によって、“鬼”同士の連絡役を担っていると推測される。
攻撃パターンはヒノマガトリとほぼ同じだが、ブレスには気絶属性が付与されている。タマハミ時も形状は同じだが、攻撃がよりトリッキーになっている。
オメキ/喚
オラビの変異種。煌く翡翠色の翼を持ち、その鳴き声は風を呼び、雷を生み出す。より戦闘に特化した能力を持っていることから、単なる連絡役に留まらず、北の鬼の先陣を務める存在であると推測される。
カゼヌイ/風縫
『極』より追加。猫のような姿をした、女性型の大型“鬼”。愛らしい外見とは裏腹に、その性質は狡猾かつ残忍。背後から音もなく忍び寄り、鋭い爪でモノノフを斬り裂く。
動作の全てが他の鬼と比べて早く、モノノフの背後を取ろうとする傾向がある。タマハミ時には周囲の風を操り、自身を透明化する（一定の動作時には姿を現す他、纏う風が背景と比べて少し派手なので見分ける事は容易だが、透明故に間合いが図りづらい）。
アマモ/天裳
カゼヌイの変異種。天衣を纏うもの、という名で呼ばれる黒の猫鬼。
オンジュボウ/怨樹坊
『極』より追加。しなやかな体躯を持った大型“鬼”。山林に潜むことが多く、その身に異界の植物を寄生させている。敏捷で身軽、知的能力が高く、モノノフたちの意表を突いた攻撃を仕掛けてくる。
カゼヌイ並みの速さで行動し、攻撃もプロレスラーのような接近戦が殆どである。タマハミ時には背中から異界の植物を取り出し、植物から漏れ出る毒液で攻撃してくる。タマハミ終了時は投げ捨てた植物からガキ・不浄が出てくる。
ショウケツジュ/焦血樹
オンジュボウの変異種。すさまじいまでの熱量を体内に宿し、その身に触れたものは、体液を沸騰させられ、身のうちから焼き焦がされるという。タマハミ終了時は投げ捨てた植物からオニビが出てくる。
ウロカバネ/虚屍
『極』より追加。漆黒の外殻で全身を鎧った巨大な“鬼”。その姿はクエヤマに酷似する。一説によるとクエヤマの骸を侵食して操る未知の“鬼”だという。
クエヤマとよく似た攻撃パターンを持つが、雷球や竜巻、タマフリに似た能力などの攻撃も追加されている。タマハミ時はクエヤマと同じく腹部が裂けるが、周囲のモノノフを引き込んだり、息を吐き出して後方に飛ぶ等、より行動的になっている。
イテナミ/凍波
『極』より追加。美しい女性の上半身と蛇体の下半身を持った大型“鬼”。水や氷を身体の組成に利用しており、それらを自在に操る。氷上での安定性を図るため発達したと見られる巨大な爪を持ち、その一撃も脅威となる。
戦闘では爪による切り裂きや氷塊飛ばしなどの攻撃を行う。タマハミ時には後頭部の蛇の顔が迫り出し、行動も蛇に近くなる。この事から女体は相手を欺く為の疑似餌ではないかと考えられている。
ヨモツイラツメ/黄泉郎女
イテナミの変異種。その体色と、標的を瞬く間に死に追いやる戦闘能力から、血の色の黄色い泉、即ち「黄泉」の名で呼ばれる。大地の力を操る。
オノゴロ/自凝
『極』より追加。岩塊のような姿をした“鬼”。見た目に違わぬ圧倒的な膂力と防御力、属性耐性を誇る。北に現れた鬼の一種であり、目撃情報も多いことから、北の鬼の主力をなす存在であると考えられている。
攻撃パターンはパンチやボディプレス、カウンターと言った接近戦が多い。タマハミ時には四肢が変異（破壊してある場合は再生）し、背中からも一本の棘が生える。巨体を生かした転がりだけでなく、パンチやボディプレスなどに衝撃波が追加される。
アヤナシ/理無
オノゴロの変異種。オノゴロの群れの中に時折、見られるようになった。計り知れない防御力を持つことから、この世の理の枠外にあるかという意味の名が付けられた。体組織を詳細に分析しても、“蝕鬼”の痕跡が見いだせない事から、オノゴロの存在が一定数以上に達したことにより、新たに異界から呼び出されるようになった新種の鬼だと考えられる。
ヤチギリ/八千切
『極』より追加。巨大な二本の牙が特徴の獅子に似た“鬼”。その牙によって獲物を千々に切り裂く姿から、この名が付けられた。逞しい体躯にはどこか王者の風格が感じられる。太古の鬼の上位種であり、カゼキリ、アマキリの同族でそれらを支配する王である。
攻撃パターンはカゼキリ系統に近いが、牙で地面を掘り返したり、横にタックルをすると言った違いがある。タマハミ時には牙と尻尾が巨大化（破壊してある場合は再生）し、巨大な牙による突撃や尻尾からかまいたちを生み出す等、攻撃範囲も広まる。
アンクウバッコ/闇空跋扈
『極』より追加。巨大な被膜を持つ蝙蝠に似た“鬼”。暗がりに潜み、音もなく滑空してモノノフに襲い掛かる。大将格の鬼に近侍する親衛隊のような役割を持つ鬼である。
攻撃パターンはダイマエン系統に近いが、状態異常で動きを拘束しようとする搦め手のような攻撃が多い。タマハミ時も外見に変化はないが、より隙が少なく、確実に相手の動きを止めようとする攻撃を繰り出してくる。
テンキュウバッコ/天穹跋扈
アンクウバッコの変異種。音もなく蒼穹を飛び回る”鬼”。巨大な翼膜は本来、長距離、長時間の飛行には不向きだが、テンキュウバッコは天の力を使って、それを可能にしている。里の安全のためにも、看過できない存在であり、発見次第の討伐を求める。
イミハヤヒ/忌速火
『極』より追加。巨大な尾を持つ、獣のような姿の大型“鬼”。しなやかな身体には、凶暴な本能と圧倒的な力が満ちている。北の地に現れた未知の“鬼”のうちの一体であり、その来歴、生態は一切不明。
通常時の攻撃は尻尾から生み出した炎や滞空した状態での叩きつけが主流で、範囲はそれなりに広いが基本的には緩慢である。タマハミ時には四肢と尻尾が変異（破壊してある場合は再生）し、これまでと打って変わって烈火の如き激しい攻撃を繰り出してくる。
その正体は“蝕鬼”によって鬼へと変貌した天狐。生み出した張本人である虚海の捕縛以降その出現はあり得ないはずだが、目撃情報は後を絶たない。取り逃した“蝕鬼”が野生の天狐を襲っているとみられる。なお天狐は“蝕鬼”に吸収されることはないので、イミハヤミを倒せば救出可能である。
タケハヤミ/建速水
イミハヤヒの変異種。漆黒の身体を持つ、四脚獣型の大型“鬼”。水氷の力を自在に操る。出現経緯の解明は、今後の研究が待たれるが、より強力な霊力を持つ天狐が依り代となっているのではないかと推測できる。
コガネムジナ/黄金狢
『極』より追加。黄金の鱗に覆われた大型“鬼”。地下鉱脈に好んで出現、移動するため、希少な金属や宝石を身中に蔵していることが多い。ツチカヅキ、ホムラカヅキとの共通の来歴や生態、特徴などが各所に見られる。八年前のオオマガドキ以前には多く見かけられたが、欲に目がくらんだモノノフに乱獲された結果、今では希少な存在となっている為、遭遇できたモノノフは幸運。
ゴズコンゴウ/牛頭金剛
『極』より追加。牛頭人身の大型“鬼”。立派な角を持っていることから大将格の上位種とみられる。過去の文献には記録がなく、北に現れた新種の鬼であると考えられる。強大な炎熱の力を持ち、他の鬼を統率するような行動も見られることから、ゴウエンマに近い存在と目されている。
巨大な体躯と棍棒を武器とする。タマハミ時はゴウエンマ系統と同じく四肢と尻尾が変異（部位破壊してある場合は再生）し、トカゲのような体制になる。ゴウエンマと比べて動きは遅いものの、両腕を地面に突き刺してから放つ炎柱攻撃は威力・スピード・誘導性がかなり高く危険である。
メズコンゴウ/馬頭金剛
ゴズコンゴウの変異種。馬頭人身の大型“鬼”。強大な水氷の力を持つ。現在のところ、他の鬼を統率する行動は報告されていないものの、ゴズコンゴウと同等、またはそれ以上の力を持っているとされている。
イヅチカナタ/何地彼方
『極』より追加。ホロウが長年追い続けてきた大型“鬼”。大きな単眼と背中の2本の触手が特徴。陰陽方の文献に残っている名前は「イヅチカナタヨリ来タリテイヅチカナタヘ去リシモノ」。時の狭間を回遊し、英雄の存在を感知すると、その時代に出現し、他の鬼を呼び寄せる役割と持つと考えられている。無数の時を渡ってきた結果、その存在は因果の捻れの塊となり万物の結びを解く性質を獲得したと推測される。
圧倒的な巨躯と触手や単眼から放つビームを武器とする。特にモノノフからミタマを奪う吸魂ビームは驚異で、ビームに当たるとタマハミ状態に移行する。タマハミ時には触手が変異（部位破壊してある場合は再生）し、本体が宙に浮き、触手から呪力攻撃を仕掛けてくる。吸魂ビームに被弾したモノノフはタマフリを封じられる他、そのモノノフのミタマの属性によって攻撃方法も変化する。
カガヨウモノ/耀揺者
イヅチカナタの変異種。今大戦で初めて発見された新種の鬼。すさまじいまでの力を持つが、その実態は謎に包まれている。推測ではあるが、無数の時を渡り、無数の命を喰らった事で生まれ変わったのであろう。推測が正しければ、極限まで因果の捻れを溜め込んだ非常に危険な存在である。見かけ次第の討伐が望まれる。
ネクチメ/根朽女
『極』より追加。2014年9月25日のアップデートパッチで登場。ミズチメ、カガチメの原種とされる女性のような姿の大型“鬼”（頭部の部位破壊で女性と認識できる顔が出てくる）。蟲状の蝕腕になっている脚部と背中の球根が特徴で、土中の木の根からハクを吸い上げてる。八年前のオオマガドキ以来、目撃情報が途絶えていたが、最近になって再び姿を見せるようになったという。
攻撃パターンはミズチメ系統と同じだが、蝕腕を砲台に見立てて戦車のような形態になるなどの特異な動きが多い。タマハミ時には背中の蟲が排除されて動きが少し早くなる。この形態時には触手二本を足にして立ち上がり、全身にスポットライトを浴びながら、モデル歩きで練り歩く攻撃が追加される。タマハミ解除後の爆弾や触手再生はミズチメ系統と同じ。
トコヨノメノキミ/常世女王
『極』より追加。2014年9月25日のアップデートパッチで登場。北の地でオオマガドキが発生した際に、出現を確認されたらしい女性のような姿の大型“鬼”。トコヨノオウ、トコヨノオオキミとの共通の特徴が各所に見られる。
上半身の女性型の鬼は右腕から生じる多彩な呪力を、左腕の弓にこめて放つ。特に『魂』の破敵ノ術のような攻撃は威力が高い上に予備動作が速く回避は困難である為、右腕の速やかな破壊が推奨される。下半身の鬼は口から火を噴き、長大な尻尾で薙ぎ払うが、何よりも強靭な足で領域を走り回る。タマハミ時には背中の翼が巨大化し、空をも駆ける。
マガツミカド/禍ツ帝
『極』より追加。2014年9月25日のアップデートパッチで登場。見上げるほど巨大な“鬼”で、民間に流布する“鬼”の姿によく似ている。強靭な肉体と四本の腕で棍棒を自在に振り回し、全属性の呪力を操り多彩な攻撃を仕掛けてくる。非常に古くに存在した鬼で、モノノフ結成前から存在したともされる。上半身の特徴からタケイクサ、マガツイクサはこの鬼の眷属であるとも、この鬼の下半身が封印された姿だとも言われているが、真相は定かではない。
通常時は打撃や武器などの物理攻撃だけでなく、多種多様な呪力攻撃をしてくる。タマハミ時には仏像などに見られる座禅や合掌の体勢を取り、額の第三の目が開く。攻撃時には背中の副腕が合掌し、後光や曼荼羅、魔法陣のようなものを展開して呪力攻撃を放ってくる。

## 作中用語
鬼ノ府（モノノフ）
千年以上の昔から、歴史の影に跋扈する異形の敵“鬼”を討伐してきた組織およびそこに所属する戦士たちの通り名。
組織全体の長として、「霊山君」と呼ばれる神垣ノ巫女が存在し、各里のお頭達による会議で方針が決まる。
“鬼”を討つ鬼、金眼四ツ目
モノノフが自らを象徴して使う呼び名。追儺の儀式で悪鬼を追い払う役目を持った方相氏が金眼四ツ目の鬼であったことによる。モノノフの文様の由来にもなっている。
ムスヒの君
モノノフの始祖、伝説の千年前の英雄。元々、鬼を払う一族の出身で金眼と特別な力を持つことから鬼と恐れられ幽閉されていたところを救出されて以降、数々の伝説を残していく事になった。
オオマガドキ/大禍時
『無印』・『極』の時代から八年前の鬼神暦1000年に起きた鬼の大量発生事件。七日七晩に渡る戦いの末にモノノフにより一旦は鎮圧される。
この事件によって日本のほとんどが異界に飲まれ壊滅状態に陥り、その結果モノノフは人の世を守り治める存在として、やがて人々から広く認識されるようになっていった。
ミタマ
日本史における英雄たちの魂。その殆どが鬼たちに「喰われ」囚われてしまっている。鬼に解放された後は、祭祀堂に祀られている。
通常、モノノフが宿せるミタマは一人につき一つだけだが、主人公は複数のミタマを宿すことができる。また、ミタマを宿す者と絆を結ぶことにより、ミタマを分かち合う『分霊』と呼ばれる現象も存在する。
中つ国
現在、日本に残っている人類の勢力圏。鬼ノ府の本拠地である霊山を中心に、複数のモノノフの里から成り立つ。ひとつひとつの里には独立した統治権限があり、複数の里による連合国体制をとっている。
本来モノノフがいる里や霊山は人が住むような場所ではないのだが、上記の通りオオマガドキで日本の大半が壊滅してしまっているため、現在はモノノフ以外の一般人も多く住んでいる。
霊山
各モノノフの里を統括する組織であり、地名。「霊山君」と呼ばれる神垣ノ巫女が組織の長を務める。神垣ノ巫女の養成機関もここに存在しており、精鋭中の精鋭のモノノフを要する百鬼隊が霊山の守護を行っている。
神垣ノ巫女
各モノノフの里に1人だけ存在する巫女。鬼の侵入や瘴気を防ぐため里に結界を張る、ミタマから残留思念を読むなどモノノフとは違う能力を有している。その能力は命を削るものであり、巫女は短命の者が多い。巫女が霊山から各里へ赴く際に護衛を担当する近衛(このえ)という役職があり、シラヌイの巫女の近衛は凛音が、橘花の近衛は桜花が務めていた。
霊山君
「モノノフ」の長たる存在。神垣ノ巫女の中でも一番優れた者がなる。
百鬼隊
霊山直属のモノノフ部隊。一番隊から七番隊までの小隊で構成されており、それぞれの隊に14人〜15人程度の隊士が所属している。三番隊は八年前のオオマガドキの際に相馬を残して全滅し、『極』の時には再編途中だった。
ウタカタの里
主人公が配属されるモノノフの里。異界に隣接しており、東の最前線とされている。主人公が鬼と戦うための拠点となる。
禊場
ウタカタに存在する施設。体を清める事で、一時的にスキルを得ることができる。
男と女で使用する時間帯が異なる（青い看板の時は男、赤い看板の時は女が使用可能）が、異性の使用時間に入ることも可能。相手が異性の場合、はじめのうちは追い出される（この場合、禊ぎの効果は得られない）が、仲良くなると二人で清めることができるようになる。その場合、一緒に清めたキャラクターに応じて特殊なスキルがつく。
ホオズキの里
かつて富嶽が務めていたモノノフの里。ダイマエンをはじめとする鬼の群れの襲撃により壊滅してしまった。
シラヌイの里
北方に存在するモノノフの里。ウタカタと同じく異界に隣接している。八年前のオオマガドキの際に見捨てられた里であり、公式記録上は存在しないことになっている。独立不羈を掲げ霊山との関係を断っていることから、現在は霊山と対立関係にある。頭である凜音をはじめ、北の地の出身者が多く、北の地を見捨てた霊山への反感が大きいことも、霊山との対立関係の原因でもある。
彷徨者(ほうこうしゃ)
鬼門に飲み込まれるなど、何らかの理由で現在の姿のまま、未来の時間に飛ばされた人間を指す言葉。初穂・ホロウ・『２』の主人公等がこれに該当する。彷徨者とは『２』での名称であり、『無印』・『極』などでは「時の迷い子」等と呼ばれている。
陰陽方
鬼ノ府とは別に存在する組織。秋水はこの組織の所属でもある。「長老」と呼ばれる存在が複数存在し、組織の構成員は秋水曰く、「この世界のはぐれ者」で構成されているとの事。
元はモノノフに属する組織であり、本来は“鬼”の事を調べる組織であったが、人の道に外れた実験に手を染めたという事で60年前にモノノフを追放され、以来敵対関係にある。創始者達は過去の時代からの漂流物や歴史に一度も存在したことのない「この世ならざるモノ」の研究を続けるうちに、あらゆる時間への移動が可能ではないかと考え、それが組織の目的となっている。
8年前のオオマガドキで壊滅したと思われていたが、秋水の言から、組織そのものはまだ現存していると思われ、物語の背後で暗躍する。
蝕鬼
北の鬼の体内で確認された不定形の鬼。あらゆるものを取り込み、鬼に変化させる力と自己増殖能力を持つ。
マホロバの里
『２』の舞台となり、横浜から飛ばされてきた主人公の拠点となるモノノフの里。東のウタカタと同じく、西における鬼との戦いの最前線に位置する要衝である。
2年前の戦いで里のお頭が死亡し、現在は神垣ノ巫女、かぐやが里を仕切っている。お頭が亡くなってからは、鬼内の人間と外様の人間との確執が表面化しつつある。
鬼内(きない)
オオマガドキ以前から、モノノフの里で暮らす者達。異能の力を持つがゆえに忌避されてきた為、外様との確執は深い。
外様(とざま)
オオマガドキ以前はモノノフの里の外で暮らしてた者達。オオマガドキ以後は多くの地が異界に沈んだ事でモノノフの里に保護されるようになったが、鬼内との確執故に、あまり待遇は良くない。
鬼神暦(きじんれき)
『２』で明らかになった劇中における暦(こよみ)、鬼神暦1000年は明治時代に相当する。
横浜防衛戦(よこはまぼうえいせん)
オオマガドキ発生後、最初に行われた鬼との戦い。九葉率いる特務隊が横浜の地に防衛線を築き、シンラゴウが率いる鬼の群れの南下を阻止するべく戦った。『２』の主人公はこの時の特務隊の一員でもある。
激闘の末特務隊はほぼ全員が死亡し、横浜は異界の地に沈んだが、この戦いで鬼の侵攻を一時的に鈍らせ、霊山の本体の到着する時間を稼ぐことができた。
念話官
大規模な作戦に配備され、軍師につけられることもある女性文官。念話によって各隊の連携を行い、千里眼による索敵を行う。結界能力が基準に満たず神垣ノ巫女になれなかった女性のうち、千里眼や念話は長けている者が念話官になる。

### 異界の領域
オオマガドキと鬼の影響によって時間と空間が歪んだ場所。鬼の勢力圏であり、モノノフと鬼の主な戦場。鬼が食らったミタマの影響で歴史的な場所や建造物が歪んだ形で出現している。「古」「雅」「武」「戦」「安」「乱」の6つの領域に分かれている。
古（こ）
古代日本に似た領域。土器や土偶が異常に巨大化している。
また絶え間なく砂塵まじりの風が吹きつけており、荒廃も進んでいる。
雅（みやび）
奈良〜平安時代の日本に似た領域。
常に夕暮れのような欝金色の光に包まれており、石化した巨大な蓮がいたるところに屹立し水を滴らせている。
武（ぶ）
鎌倉〜室町時代の日本に似た領域。
深山のごとき、神秘的な静寂に支配されていると同時に、植物の生育が異常に促されており、武士たちの手による建物もまたその森に沈んでいる。
戦（せん）
戦国時代の日本に似た領域だが、活火山がいたるところに存在し、戦火を想起させる不気味な赤光に包まれて建物も大地も崩壊している。
安（あん）
江戸初期〜中期の日本に似た領域。
そこかしこに桜が咲き乱れ、常に花びらが舞っているが、あたりはつねに開けることのない夜に覆われている。
乱（らん）
幕末の日本に似た領域だが、その一面が雪と氷におおわれている。